# Margareta Elisabeth Roos
Margareta Elisabeth Roos o Anna Stina Roos (1696–1772) fue una mujer sueco-estonia que disfrazada de hombre sirvió como soldado en el ejército sueco de Carlos XII de Suecia durante la Gran guerra del Norte. Es también mencionada como Anna Stina Roos.